# Hippolyte Martinetz
Hippolyte Martinetz est un homme politique français né le 1er juillet 1803 et décédé le 12 mai 1863 à Paris.
Ouvrier mécanicien à Graville, il est élu député de la Seine-Maritime en avril 1848. Ne se sentant pas capable de remplir sa fonction, il démissionne dès le 15 mai.

## Sources
- « Hippolyte Martinetz », dans Adolphe Robert et Gaston Cougny, Dictionnaire des parlementaires français, Edgar Bourloton, 1889-1891 [détail de l’édition]